# Juti
Juti là một đô thị thuộc bang Mato Grosso do Sul, Brasil. Đô thị này có diện tích 1584,599 km², dân số năm 2007 là 5358 người, mật độ 3,38 người/km².